# Mistrzostwa Europy w Pływaniu 2012 – sztafeta 4 × 100 m stylem dowolnym mężczyzn
Wyścig sztafetowy 4 × 100 metrów stylem dowolnym mężczyzn podczas Mistrzostw Europy w Pływaniu 2012 rozegrany został 21 maja. Wzięło w nim udział 10 zespołów pływackich.

## Terminarz
| Data    | Godzina |            |
| ------- | ------- | ---------- |
| 21 maja | 11:48   | Eliminacje |
| 21 maja | 18:18   | Finał      |

## Wyniki

### Eliminacje
Wyścigi eliminacyjne odbyły się 21 maja o godzinie 11:48. Do finału kwalifikowano zespoły z ośmioma najlepszymi wynikami.
| Poz. | Wyścig | Tor | Zawodnicy                                                                | Narodowość | Wynik   | Uwagi |
| ---- | ------ | --- | ------------------------------------------------------------------------ | ---------- | ------- | ----- |
| 1    | 2      | 5   | Dieter Dekoninck Pieter Timmers Emmanuel Vanluchene Yoris Grandjean      | Belgia     | 3:16.14 | Q, NR |
| 2    | 2      | 3   | Markus Deibler Steffen Deibler Dimitri Colupaev Marco di Carli           | Niemcy     | 3:16.82 | Q     |
| 3    | 2      | 2   | Alain Bernard Medhy Metella Lorys Bourelly Jérémy Stravius               | Francja    | 3:16.90 | Q     |
| 4    | 1      | 5   | Gianluca Maglia Luca Leonardi Andrea Rolla Michele Santucci              | Włochy     | 3:18.10 | Q     |
| 5    | 1      | 4   | Witalij Syrnikow Oleg Tichobajew Wiaczesław Andrusienko Nikita Konowałow | Rosja      | 3:18.20 | Q     |
| 6    | 1      | 6   | Dominik Kozma László Cseh Péter Bernek Krisztián Takács                  | Węgry      | 3:18.40 | Q     |
| 7    | 1      | 2   | Stefan Nystrand Lars Frölander Petter Stymne Mattias Carlsson            | Szwecja    | 3:18.95 | Q     |
| 8    | 2      | 6   | Flori Lang Dominik Meichtry Daniel Rast Aurelien Künzi                   | Szwajcaria | 3:20.23 | Q     |
| 9    | 2      | 4   | Radovan Siljevski Boris Stojanović Velimir Stjepanović Ivan Lenđer       | Serbia     | 3:21.93 | NR    |
| 10   | 1      | 3   | Gard Kvale Lavrans Solli Sverre Naess Ole Martin Ree                     | Norwegia   | 3:25.50 | NR    |

### Finał
Finał odbył się 21 maja o godzinie 18:18.
| Poz. | Tor | Zawodnik                                                                 | Narodowość | Wynik   | Uwagi |
| ---- | --- | ------------------------------------------------------------------------ | ---------- | ------- | ----- |
| 1    | 3   | Amaury Leveaux Alain Bernard Frédérick Bousquet Jérémy Stravius          | Francja    | 3:13.55 |       |
| 2    | 6   | Andrea Rolla Marco Orsi Michele Santucci Filippo Magnini                 | Włochy     | 3:14.71 |       |
| 3    | 2   | Witalij Syrnikow Oleg Tichobajew Nikita Konowałow Wiaczesław Andrusienko | Rosja      | 3:15.13 |       |
| 4    | 4   | Emmanuel Vanluchene Jasper Aerents Dieter Dekoninck Pieter Timmers       | Belgia     | 3:15.34 | NR    |
| 5    | 1   | Stefan Nystrand Petter Stymne Lars Frölander Mattias Carlsson            | Szwecja    | 3:17.12 |       |
| 6    | 7   | Dominik Kozma László Cseh Péter Bernek Krisztián Takács                  | Węgry      | 3:17.23 | NR    |
| 7    | 5   | Christoph Fildebrandt Markus Deibler Dimitri Colupaev Marco di Carli     | Niemcy     | 3:17.55 |       |
| 8    | 8   | Dominik Meichtry Flori Lang Daniel Rast Aurelien Künzi                   | Szwajcaria | 3:20.00 |       |